# Slovakien i olympiska sommarspelen 1996
Slovakien deltog i de olympiska sommarspelen 1996 med en trupp bestående av 71 deltagare, och landet tog en medalj av varje valör.

## Bordtennis
Damsingel
- Valentina Popovová

## Boxning
Lätt flugvikt
- Peter Baláž
  - Första omgången — Förlorade mot La Paene Masara (Indonesien) på poäng (3-13)

Bantamvikt
- Gabriel Križan
  - Första omgången — bye
  - Andra omgången — Förlorade mot Rachid Bouaita (Frankrike) på poäng (6-13)

## Brottning
- Radion Kertanti
- Roman Kollár
- Jozef Lohyňa
- Milan Mazáč

## Cykling

### Landsväg
Herrarnas linjelopp
- Milan Dvorščík
  - Final — 4:56:46 (→ 59:e plats)

- Ján Valach
  - Final — 4:56:48 (→ 68:e plats)

- Pavol Zaduban
  - Final — 5:05:38 (→ 114:e plats)

- Róbert Nagy
  - Final — fullföljde inte

- Miroslav Lipták
  - Final — fullföljde inte

Herrarnas tempolopp
- Miroslav Lipták
  - Final — 1:12:28 (→ 31:e plats)

- Milan Dvorščík
  - Final — 1:12:54 (→ 34:e plats)

Damernas linjelopp
- Lenka Ilavská
  - Final — 02:37:06 (→ 24:e plats)

- Eva Orvošová
  - Final — 02:37:06 (→ 27:e plats)

Damernas tempolopp
- Lenka Ilavská
  - Final — 39:57 (→ 17:e plats)

### Bana
- Peter Bazálik
- Martin Hrbáček

### Mountainbike
Herrarnas terränglopp
- Peter Hric
  - Final — 2:46:22 (→ 30:e plats)

Damernas terränglopp
- Eva Loweová-Orvošová
  - Final — 1:57.56 (→ 9:e plats)

- Lenka Ilavská
  - Final — 2:04.143 (→ 21:e plats)

## Friidrott
Herrarnas 5 000 meter
- Miroslav Vanko - Heats: 13:54,88 → Semifinal: 13:51,45 (utslagen)

Herrarnas 400 meter häck
- Jozef Kucej - Heats: 50,31 (utslagen)

Herrarnas diskuskastning
- Jaroslav Žitňanský - 51,50m (→ 38:e plats)

Herrarnas 50 kilometer gång
- Roman Mrazek — 3:58:20 (→ 20:e plats)

- Štefan Malík — 3:58:40 (→ 21:e plats)

- Peter Tichý — 4:10:55 (→ 32:e plats)

Damernas höjdhopp
- Alica Javadová
  - Kval — 1,85m (→ gick inte vidare)

Damernas tresteg
- Galina Čisťjaková
  - Kval — 14,14m (→ gick inte vidare; 14:e plats)

Damernas längdhopp
- Galina Čisťjaková
  - Kval — 6,33m (→ gick inte vidare)

Herrarnas 400 meter
- Štefan Balošák
  - Semifinal — 45,59 (→ gick inte vidare)

Herrarnas 20 kilometer gång
- Pavol Blažek - 1:29:41, 46:e plats
- Róbert Valíček - 1:27:27, 38:e plats
- Igor Kollár - DSQ

Herrarnas 110 meter häck
- Igor Kováč - Heats: 13,62 → Kvartsfinal: 13.70 (→ gick inte vidare)

Herrarnas 10 000 meter
- Róbert Štefko - 29:03,80 (→ gick inte vidare)
- Miroslav Vanko - 29:17,53 (→ gick inte vidare)

## Gymnastik
- Klaudia Kinská

## Judo
- Marek Matuszek
- Semir Pepic

## Kanotsport
Sprint
- Róbert Erban
- Juraj Kadnár
- Attila Szabó
- Slavomír Kňazovický
- Ján Kubica
- Csaba Orosz
- Peter Páleš

Slalom
- Gabriela Brosková
- Elena Kaliská
- Michal Martikán
- Juraj Minčík
- Peter Nagy
- Miroslav Stanovský
- Ľuboš Šoška
- Peter Šoška
- Roman Štrba
- Roman Vajs

## Rodd
- Ondrej Hambálek
- Ján Žiška

## Segling
- Jaroslav Ferianec
- Igor Karvaš
- Patrik Pollák
- Marek Valášek

## Tennis
Herrsingel
- Karol Kučera
  - Första omgången — Besegrade Dmitri Tomashevich (Uzbekistan) 6-3 2-6 6-0
  - Andra omgången — Förlorade mot Andre Agassi (USA) 4-6 4-6

- Ján Krošlák
  - Första omgången — Förlorade mot MaliVai Washington (USA) 3-6 6-7

Damsingel
- Katarína Studeníková
  - Första omgången — Förlorade mot Ai Sugiyama (Japan) 2-6 3-6

- Karina Habšudová
  - Första omgången — Besegrade Yayuk Basuki (Indonesien) 6-3 6-3
  - Andra omgången — Besegrade Laurence Courtois (Belgien) 7-5 6-2
  - Tredje omgången — Förlorade mot Iva Majoli (Kroatien) 4-6 6-3 4-6

- Radomíra Zrubáková
  - Första omgången — Besegrade Jana Nejedly (Kanada) 6-3 6-2
  - Andra omgången — Förlorade mot Conchita Martínez (Spanien) 1-6 4-6